# Subsecretaria de Cultura i Esport
La Subsecretaria de Cultura i Esport d'Espanya és una Subsecretaria de l'actual Ministeri de Cultura i Esport.

## Funcions
Correspon a la Subsecretaria de Cultura i Esport l'acompliment de les següents funcions::
- La representació ordinària del Ministeri.
- La prefectura superior de tot el personal del Departament i la resolució de quants assumptes es refereixin a est, excepte els casos reservats a la decisió del Ministre i dels Secretaris d'Estat.
- Les relacions institucionals externes i les relacions administratives del Ministeri amb altres departaments ministerials, entitats o administracions públiques en l'àmbit de les competències de la Subsecretaria, sense perjudici de les competències atribuïdes a altres òrgans superiors i directius.
- Les relacions administratives amb les entitats i organismes dependents del Departament, sense perjudici de les competències atribuïdes a altres òrgans directius.
- La relació, en matèries competència de la Subsecretaria, amb les unitats territorials del Ministeri i l'avaluació dels recursos necessaris per al seu funcionament, sense perjudici de les competències de coordinació i funcionals que corresponguin a altres òrgans del Departament.
- L'impuls i coordinació de les instruccions i ordres de servei que sigui procedent dictar per a la gestió de les matèries pròpies del Departament, així com la proposta de les mesures d'organització del Ministeri i dirigir el funcionament dels serveis comuns a través de les corresponents instruccions i ordres de servei.
- L'elaboració i tramitació de l'avantprojecte anual de pressupost del departament; la coordinació de l'elaboració dels pressupostos dels organismes públics i la seva consolidació amb els de el departament; l'anàlisi i tramitació de les modificacions pressupostàries i el seguiment del pressupost.
- La gestió econòmica i financera del Departament.
- L'assistència als òrgans directius en la preparació dels expedients de contractació i en la tramitació dels procediments d'adjudicació de contractes així com l'assistència i suport a la taula i junta de contractació del Departament.
- La coordinació i control de l'actuació de les Caixes pagadores del Departament a través de la Unitat Central de Caixes, així com la tramitació dels pagaments que es realitzin mitjançant els procediments especials de pagament a justificar i bestreta de caixa fixa i l'exercici d'altres funcions que li corresponen com a Unitat Central de Caixa.
- La planificació, gestió i administració dels recursos humans del Departament i, si escau, dels seus organismes públics, l'elaboració de les relacions de llocs de treball i la gestió de les retribucions, les relacions amb les organitzacions sindicals i associacions professionals de funcionaris, així com la negociació col·lectiva que procedeixi.
- L'elaboració dels plans de formació del personal del Departament i la direcció de la seva execució i la planificació, direcció i gestió de l'acció social i dels programes de prevenció de riscos laborals i de l'atenció a les condicions de treball del personal del Departament.
- La inspecció general dels òrgans, unitats i organismes dependents o adscrits al Departament, les propostes per a la millora de la qualitat dels serveis, així com qualsevol altra funció que, dins de la naturalesa de les competències pròpies de les inspeccions de serveis, els sigui atribuïda per l'ordenament jurídic vigent segons preveu el Reial decret 799/2005, d'1 de juliol, pel qual es regulen les inspeccions generals de serveis dels departaments ministerials.
- La tramitació dels expedients de compatibilitat relatius al personal del Ministeri, així com dels organismes públics i entitats vinculats al mateix als quals resulti d'aplicació la normativa sobre incompatibilitats del personal al servei de les administracions públiques. Així mateix, la tramitació dels expedients disciplinaris del personal del Departament.
- L'assistència i assessorament tècnic i administratiu als òrgans superiors i directius del Departament amb vista als seus projectes i iniciatives de millora dels serveis, incloent l'avaluació periòdica del compliment dels plans i programes anuals i plurianuals.
- Els estudis i anàlisis organitzatives, de procediments administratius i de processos de gestió i mètodes de treball. Especialment la coordinació de les accions destinades a la simplificació de procediments en el Departament, la reducció de càrregues administratives.
- L'exercici de les funcions d'Unitat d'Igualtat del Ministeri, segons preveu l'article 77 de la Llei Orgànica 3/2007, de 22 de març, per la igualtat efectiva de dones i homes.
- La direcció, impuls i coordinació general dels serveis comuns del Departament, serveis de vigilància, seguretat, intendència i funcionament dels edificis, formació i inventari dels béns mobles i equipament de les unitats administratives, la gestió del règim interior i d'altres serveis generals.
- La direcció i organització de les Oficines d'assistència en matèria de registre del Ministeri, així com l'exercici de les competències atribuïdes com a Autoritat de Registre del Departament en relació amb l'expedició de certificats electrònics per als seus empleats públics.
- La definició i supervisió de l'aplicació de l'estratègia sobre tecnologies de la informació i les comunicacions del Ministeri i dels seus diferents organismes, d'acord amb les directrius de Transformació Digital adoptades per l'Administració General de l'Estat.
- El desenvolupament dels sistemes d'informació necessaris per al funcionament dels serveis, l'impuls de la transformació digital i la innovació en el Departament.

## Estructura
Depèn de la Subsecretaria:
- Secretaria General Tècnica.
- Subdirecció General de la Oficina Pressupostària.
- Subdirecció General de Gestió Econòmica i Assumptes Generals.
- Subdirecció General de Recursos Humans i Inspecció dels serveis.
- Oficialia Major.
- Divisió de Tecnologies de la Informació.
- Gabinet Tècnic de la Subsecretaria.
- Advocacia de l'Estat al Ministeri.
- Intervenció Delegada de la Intervenció General de l'Administració de l'Estat.

## Llista de subsecretaris
| Nom                                | Cos de funcionaris                                              | Any de naixement | Data de nomenament     |
| ---------------------------------- | --------------------------------------------------------------- | ---------------- | ---------------------- |
| Fernando Castedo Álvarez           | Professor Universitari                                          | 1941             | 29 de juliol de 1977   |
| Luis Manuel Coscuella Montaner     | Professor Universitari                                          | 1939             | 27 d'abril de 1979     |
| Francisco Sanabria Martín          | Cos Superior d'Administradors Civils de l'Estat                 |                  | 25 de gener de 1980    |
| Eugenio Nasarre Goicoechea         | Cos Superior d'Administradors Civils de l'Estat                 | 1946             | 26 de setembre de 1980 |
| Pedro Meroño Vélez                 | Cos d'Advocats de l'Estat                                       | 1946             | 15 de gener de 1982    |
| Mario Trinidad Sánchez             | Cos Superior d'Administradors Civils de l'Estat                 | 1944             | 7 de desembre de 1982  |
| Ignacio Quintana Pedrós            |                                                                 | 1941             | 30 d'abril de 1985     |
| Miguel Satrustegui Gil-Delgado     | Professor Universitari                                          | 1949             | 16 d'octubre de 1987   |
| José Manuel Garrido Guzmán         |                                                                 | 1945             | 7 de juliol de 1989    |
| Santiago de Torres Sanahuja        | Professor Universitari                                          | 1955             | 24 de gener de 1992    |
| Enrique Linde Paniagua             | Professor Universitari                                          | 1947             | 30 de juliol de 1994   |
| Ignacio González González (1)      | Cos Tècnic de l'Ajuntament de Madrid                            | 1960             | 10 de maig de 1996     |
| Ana María Pastor Julián (1)        | Cos Superior de Salud Pública i Administració Sanitària         | 1957             | 22 de gener de 1999    |
| Mariano Zabía Lasala (2)           | Cos Superior d'Administradors Civils de l'Estat                 | 1949             | 5 de maig de 2000      |
| José Luis Cádiz Deleito (2)        | Cos Superior d'Administradors Civils de l'Estat                 | 1945             | 28 de novembre de 2003 |
| Antonio Hidalgo López              | Cos Superior de Administradors Generals de la Junta d'Andalusia | 1959             | 19 d'abril de 2004     |
| María Dolores Carrión Martín       | Cos Superior d'Administradors Civils de l'Estat                 | 1959             | 20 de juliol de 2007   |
| Mercedes Elvira del Palacio Tascón | Cos Superior d'Administradors Civils de l'Estat                 | 1958             | 8 de maig de 2009      |
| Javier García Fernández            | Professor Universitari                                          | 1949             | 22 de juny de 2018     |

- (1) Subsecretari d'Educació i Cultura.
- (2) Subsecretari d'Educació, Cultura i Deporte.